# Saint-Laurent-les-Tours
Saint-Laurent-les-Tours è un comune francese di 954 abitanti situato nel dipartimento del Lot nella regione dell'Occitania.

## Società

### Evoluzione demografica
Abitanti censiti